# Брестово (Благоевградская область)
Брестово (болг. Брестово) — село в Благоевградской области Болгарии. Входит в состав общины Симитли. Находится примерно в 11 км к юго-западу от центра города Симитли и примерно в 22 км к югу от центра города Благоевград. По данным переписи населения 2011 года, в селе  проживало 25 человек, преобладающая национальность — болгары.

## Население
| Год     | 1946 | 1956 | 1965 | 1975 | 1985 | 1992 | 2001 | 2011 |
| ------- | ---- | ---- | ---- | ---- | ---- | ---- | ---- | ---- |
| Жителей | 402  | 386  | 279  | 97   | 52   | 53   | 29   | 25   |

|  |